# Cabo Blanco (Argentine)
Pour les articles homonymes, voir Cabo Blanco.
Cabo Blanco est un cap d'Argentine situé sur la côte nord de la province de Santa Cruz en Patagonie, dans le département de Deseado. 

## Description
Le Cabo Blanco se trouve à l'extrémité sud du golfe San Jorge. On y accède par la route nationale 3.
Le Cabo Blanco proprement dit est formé de trois masses rocheuses de direction nord-sud faits de porphyres, qui mesurent approximativement 1,1 x 0,7 km. Leur hauteur est de plus ou moins 40 mètres. Ils sont reliés à la terre ferme par un isthme constitué de sédiments holocéniques. On distingue deux promontoires rocheux, l'un au nord (où a été construit un phare de la flotte armée argentine, et un autre au sud.
Autour de ces masses rocheuses et au niveau de l'isthme, se trouvent des terres basses caractérisées par une haute concentration saline.

## Archéologie
Dans les environs du Cabo Blanco se trouvent nombre de sites archéologiques, certains d'entre eux de grande extension ou de grande importance pour la connaissance du passé de l'homme en Patagonie argentine. Ces sites sont connus depuis le début des recherches archéologiques dans la région de Patagonie, au début du XXe siècle. Ils sont hélas aujourd'hui fortement altérés par le saccage qu'y pratiquent des touristes, et aussi par l'action des éléments naturels. 

On y a trouvé des instruments assez particuliers, comme une grande quantité d'instruments denticulés et quelques harpons en os.

## La réserve provinciale Cabo Blanco
La zone du Cabo Blanco possède une grande richesse faunistique. Pour la protéger, la Réserve provinciale Cabo Blanco a été organisée. Elle fut créée en 1977 par décret provincial (D.P.) N° 001561/77.

## La faune
Sur le littoral, associés aux affleurements rocheux, se développent de vastes bancs de mollusques, spécialement de moules dont la moule commune (Mytilus edulis) et l'Aulacomya ater, et d'archéogastropodes (notamment Nacella magellanica).
Il existe en outre, dans les mêmes endroits rocheux, de grandes colonies d'otaries à crinière (Otaria flavescens) et d'otaries à fourrure australe (Arctocephalus australis).
Diverses espèces d'oiseaux marins habitent ou fréquentent la zone. Le groupe d'oiseaux qui y nidifient comprend plusieurs espèces de cormorans : le cormoran impérial (Phalacrocorax atriceps), le cormoran de Magellan (Phalacrocorax magellanicus) et le cormoran de Gaimard (Phalacrocorax gaimardi). Ce groupe d'oiseaux nidifiant est en outre constitué du goéland dominicain (Larus dominicanus), du goéland de Scoresby (Larus scoresbii) et de l'huîtrier noir (Haematopus ater).
On note aussi la présence du manchot de Magellan (Spheniscus magellanicus) et aussi du manchot royal (Aptenodytes patagonicus). Parmi les autres espèces qui fréquentent la zone, il faut citer le coscoroba blanc (Coscoroba coscoroba), le brassemer de Patagonie (Tachyeres patachonicus), le canard huppé (Lophonetta specularioides), le labbe du Chili (Stercorarius chilensis), le labbe antarctique (Stercorarius antarcticus), le gorfou sauteur (Eudyptes chrysocome), le héron garde-bœufs (Bubulcus ibis), l'ouette de Magellan (Chloephaga picta), le chionis blanc (Chionis alba), l'huîtrier d'Amérique (Haematopus palliatus) , le pluvier des Falkland (Charadrius falklandicus), le bécasseau de Baird (Calidris bairdii), le bécasseau à croupion blanc (Calidris fuscicollis), le bécasseau maubèche (Calidris canutus), le bécasseau sanderling (Calidris alba) et la barge hudsonienne (Limosa haemastica).

## Galerie

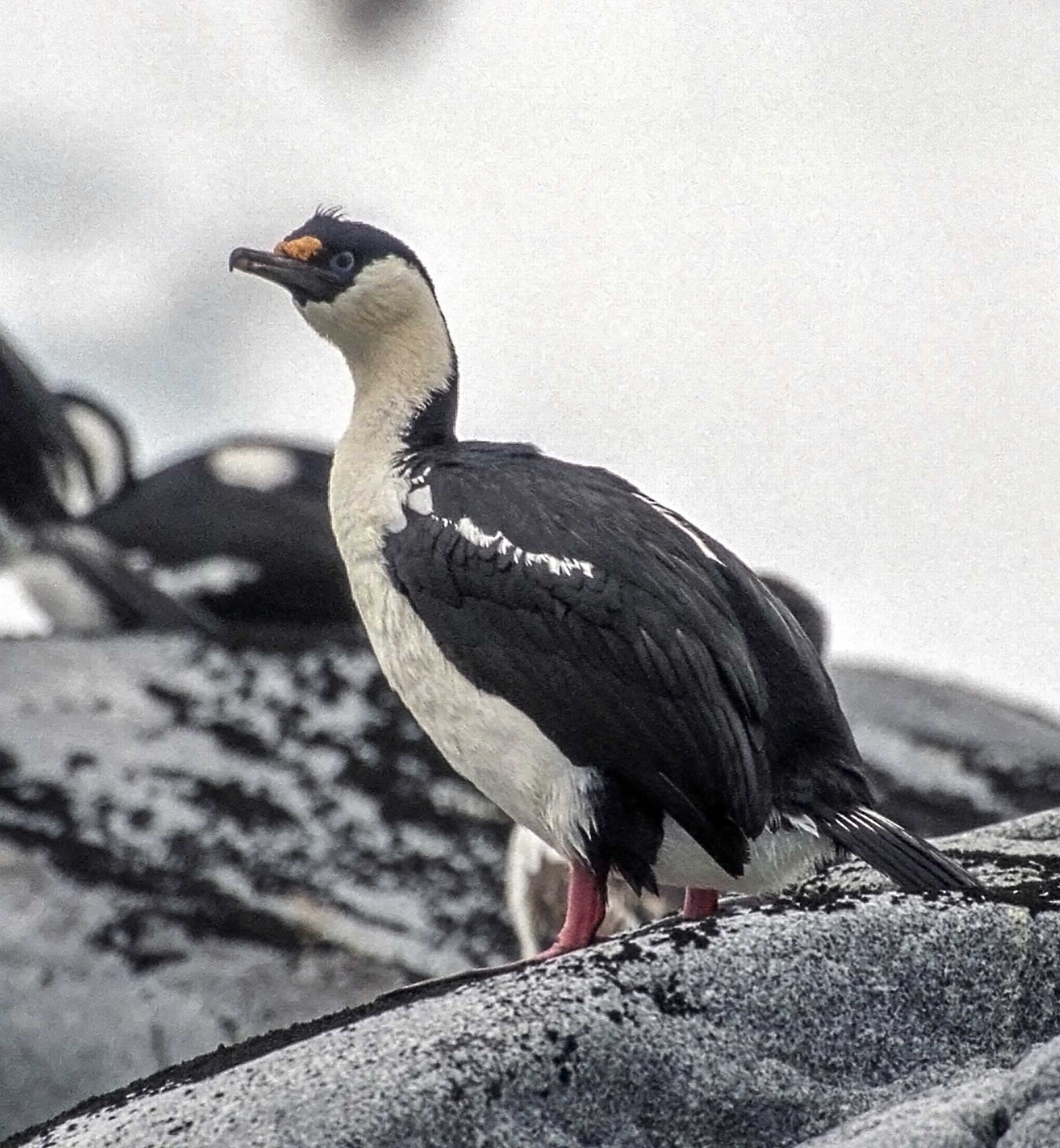
Cormoran impérial (Leucocarbo atriceps)
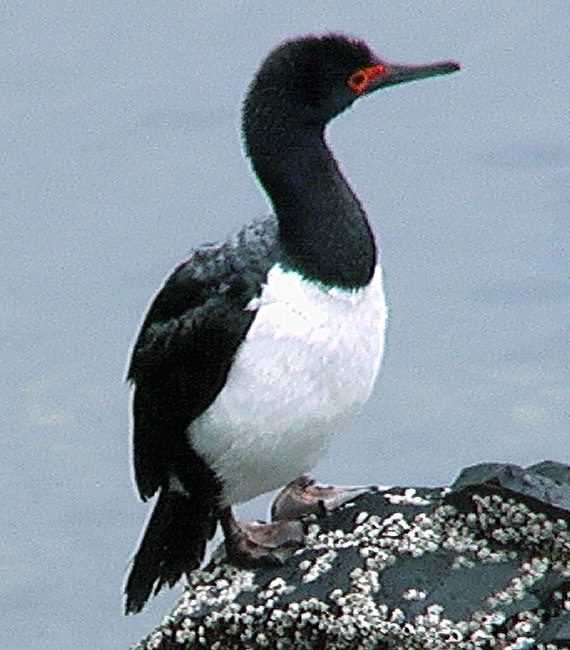
Cormoran de Magellan (Phalacrocorax magellanicus)
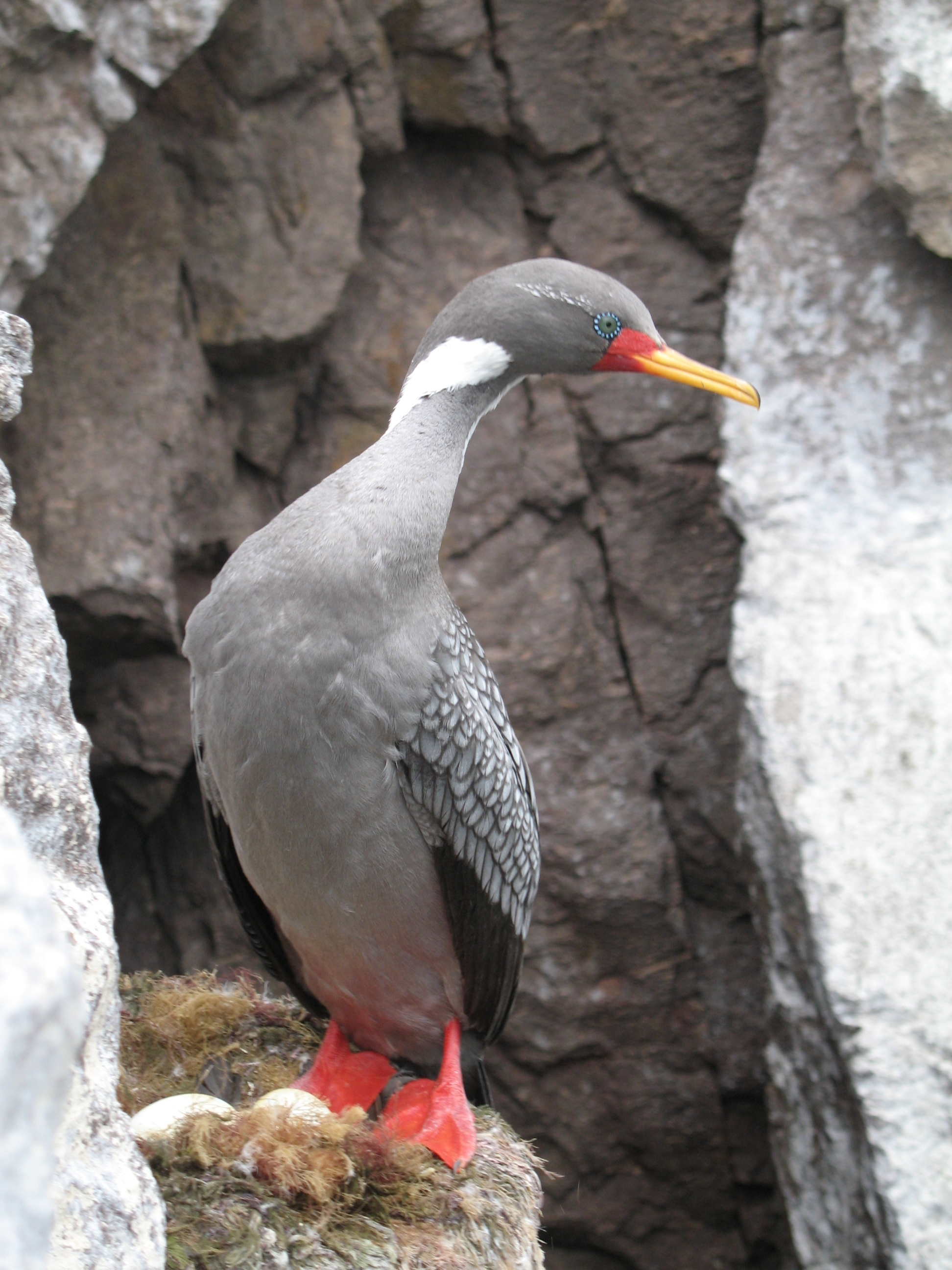
Cormoran de Gaimard (Phalacrocorax gaimardi)

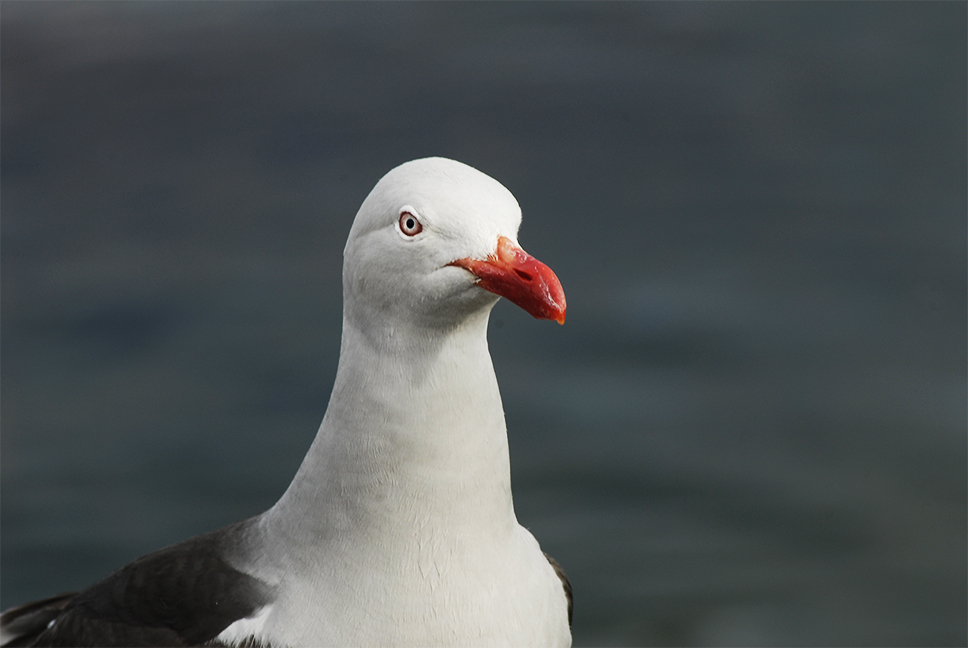
Goéland de Scoresby (Leucophaeus scoresbii)
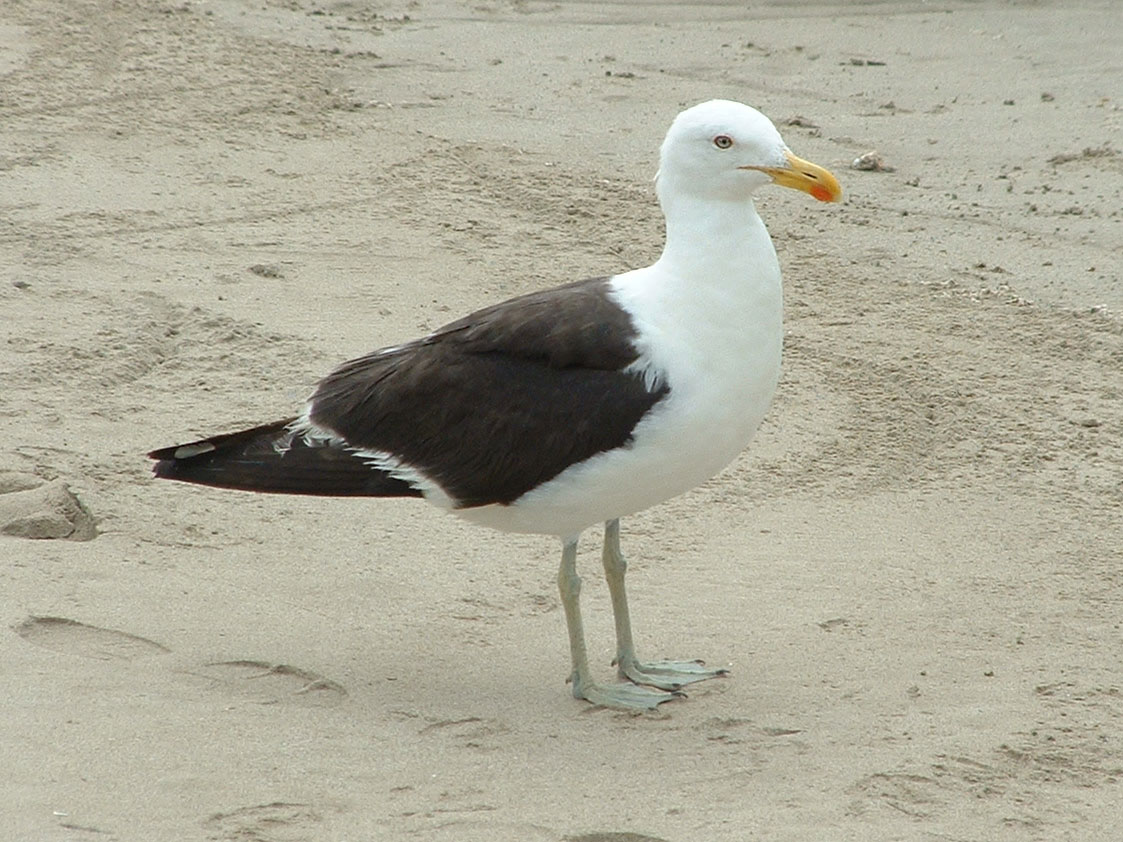
Goéland dominicain (Larus dominicanus)
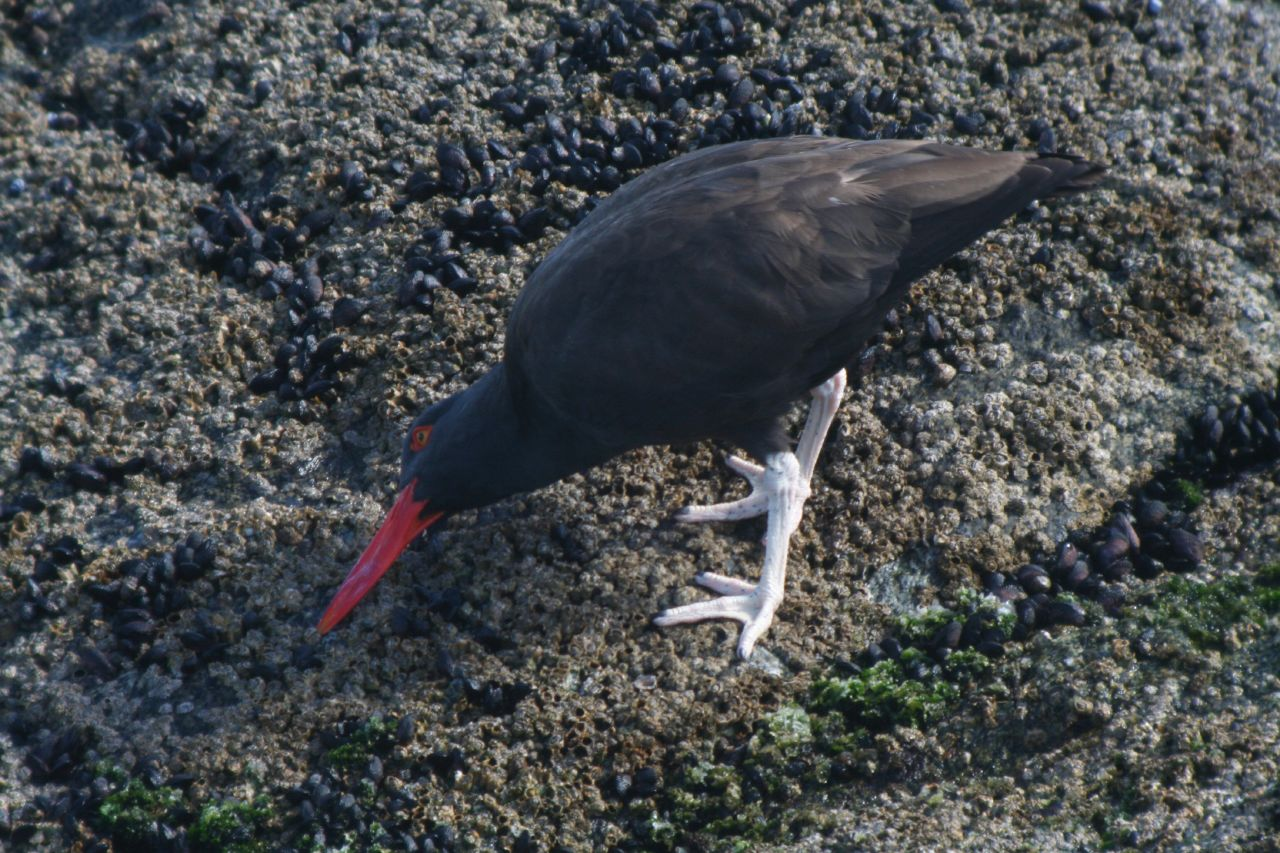
Huîtrier noir (Haematopus ater)

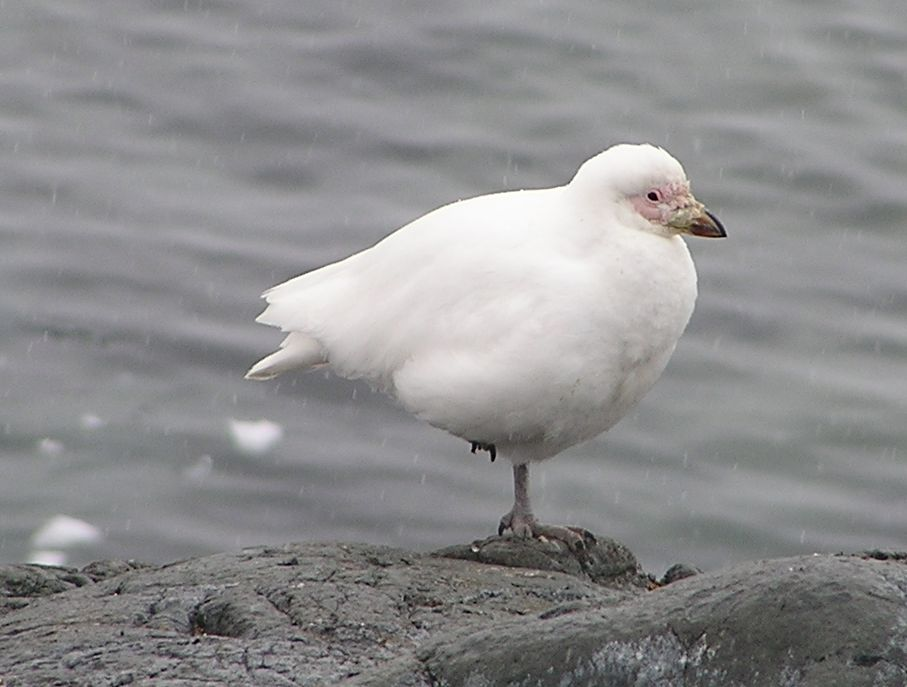
Chionis blanc (Chionis alba)
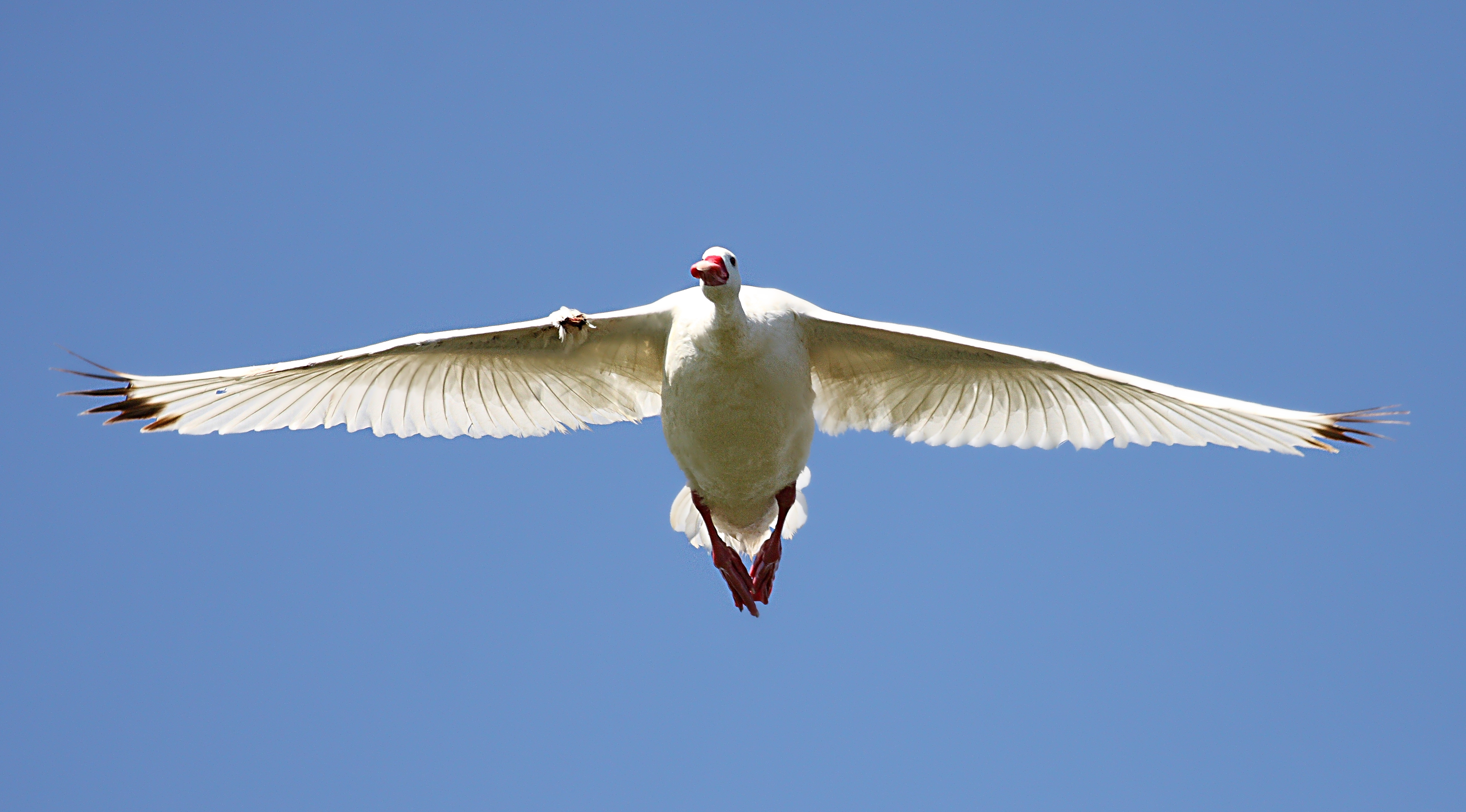
Coscoroba blanc (Coscoroba coscoroba)
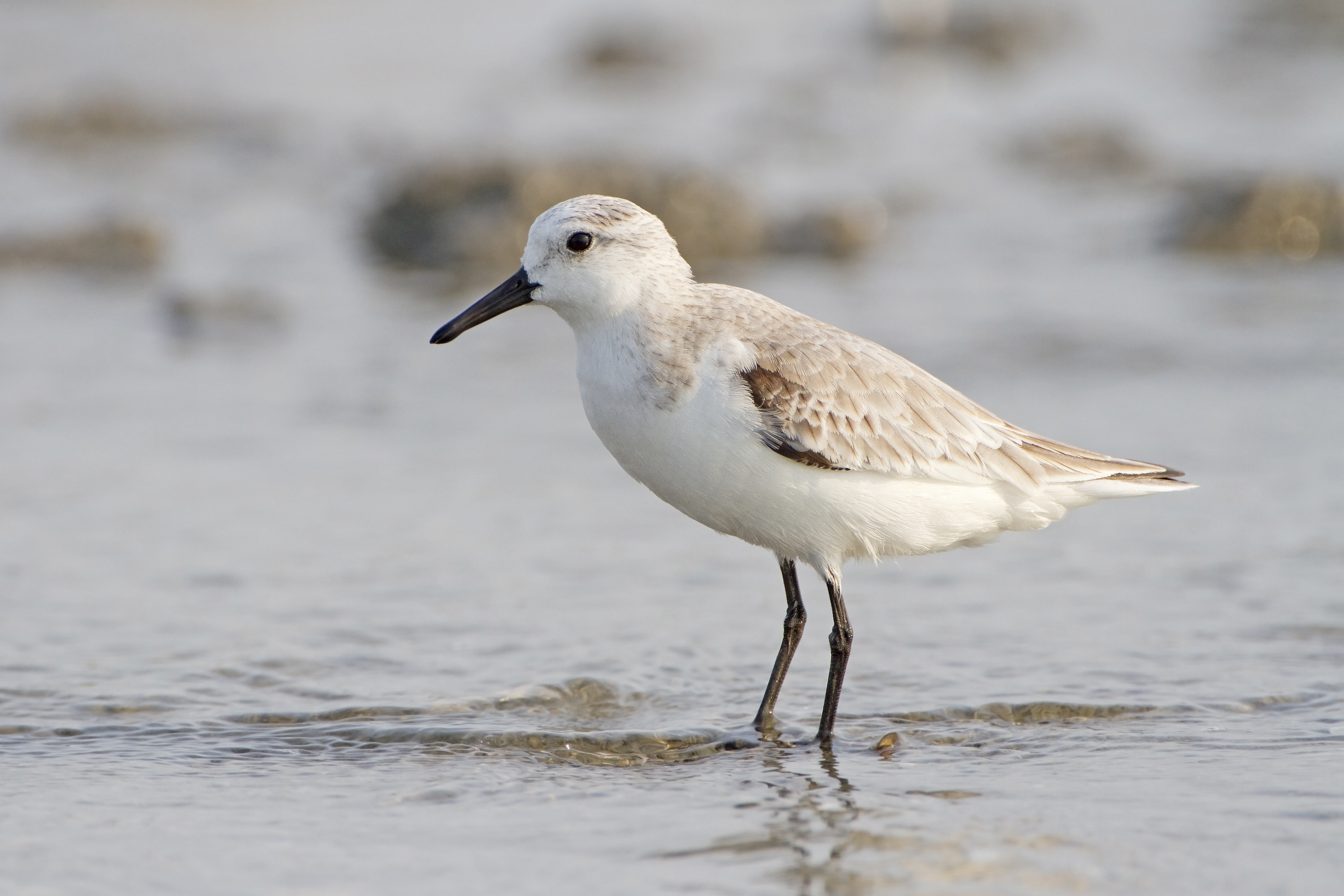
Bécasseau sanderling (Calidris alba)

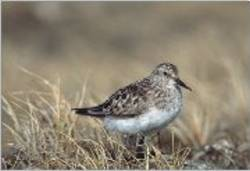
Bécasseau de Baird (Calidris bairdii)
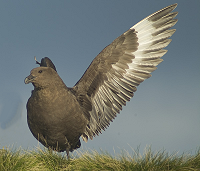
Labbe antarctique (Stercorarius antarcticus)
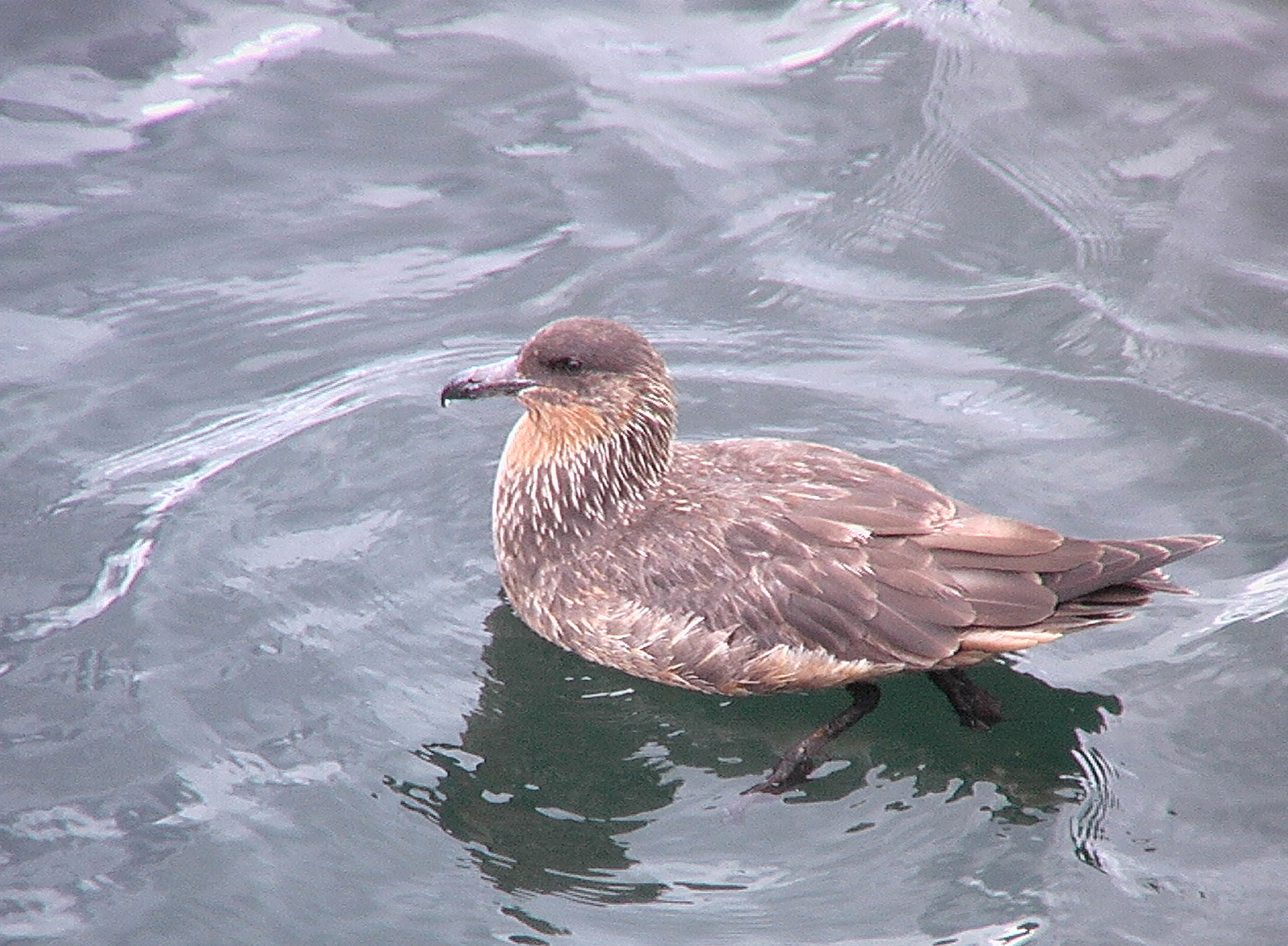
Labbe du Chili (Stercorarius chilensis)

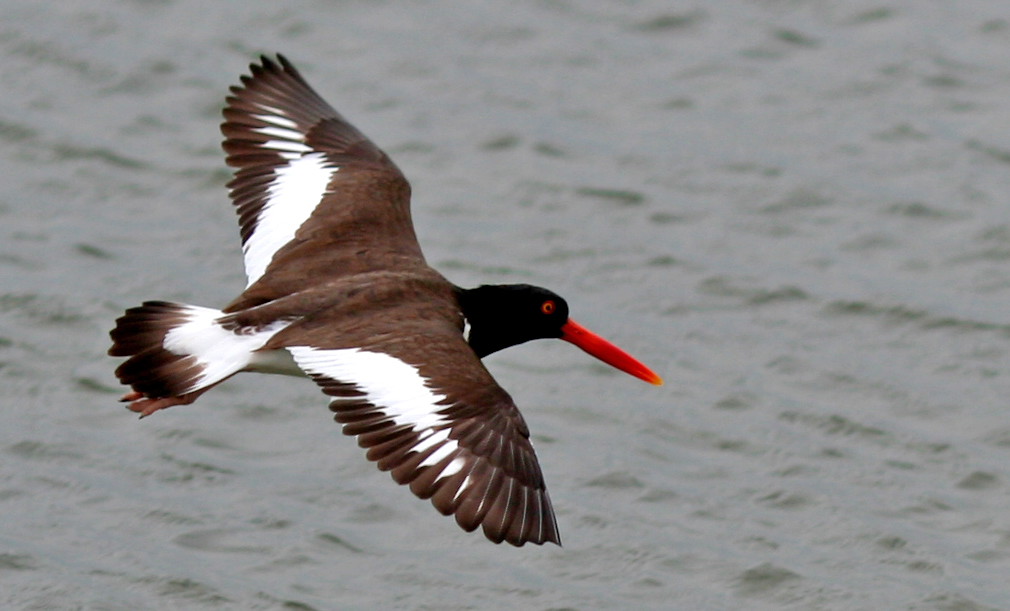
Huîtrier d'Amérique (Haematopus palliatus)
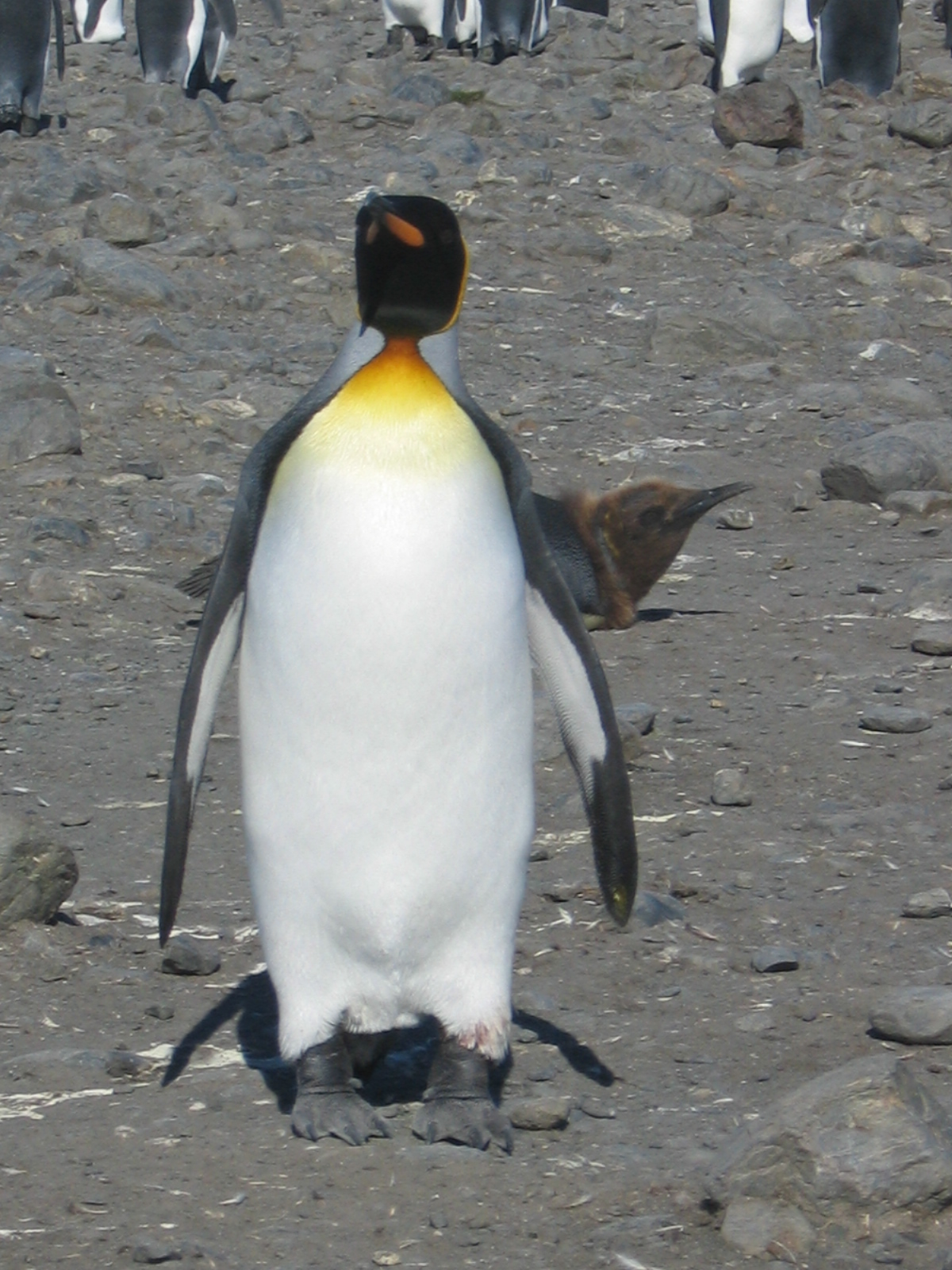
Manchot royal (Aptenodytes patagonicus)
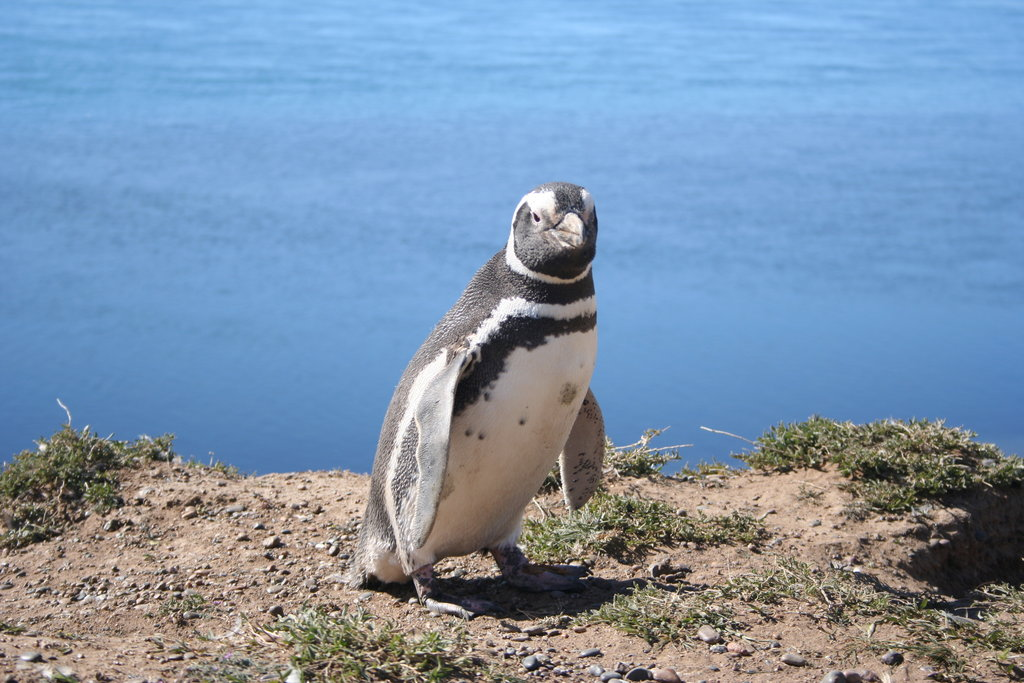
Manchot de Magellan (Spheniscus magellanicus)